# Manulea arabidea
Manulea arabidea är en flenörtsväxtart som beskrevs av Rudolf Schlechter och William Philip Hiern. Manulea arabidea ingår i släktet Manulea och familjen flenörtsväxter. Inga underarter finns listade i Catalogue of Life.